# ناحية هنادي
ناحية هنادي إحدى نواحي سوريا تتبع إداريّاً لمحافظة اللاذقية منطقة اللاذقية ومركزها بلدة هنادي، بلغ تعداد سكان الناحية 27,080 نسمة حسب التعداد السكاني لعام 2004.

## بلدات وقرى ناحية هنادي
البصة، دبا، فديو، هنادي، خلالة، مزار القطرية، القطرية، شاميه المهالبة، شيخ الحمى، الشير، الصنوبر، ستخريس، الخرنوبة، الشلفاطية.